# Kotelní jezírko
Kotelní jezírko je antropogenní jezero, které se nachází v Unčínské svahové depresi 1 km východně od Komáří hůrky na pravém břehu Unčínského potoka. Jezero má rozlohu 0,46 ha a má hladinu v nadmořské výšce 570 m.

## Vodní režim
Jezero nemá žádný přítok a odtéká z něj krátký potok na východ do Unčínského potoka.

## Okolí
Okolí jezera je porostlé smíšeným lesem a ze severu západu a jihu se nad ním zvedají prudké svahy. U jezírka se nachází otužilecké centrum, které zahrnuje pozvolný vstup do vody a posezení pro převlékání. Je zde instalován informační panel s radami pro otužování. Na hladině kvetou lekníny.

## Přístup
Jezírko je přístupné pěšky po celý rok. Okolo jezírka vede naučná stezka Po stopách horníků a zelená turistická značka z Krupky na Komáří hůrku.

## Historie
Jezírko se také nazývalo Kesselteich nebo také Kotelní rybník. Okolní stěny navozují dojem, že kar je dílem ledovce, ale ten se zde již po vzniku Krušných hor nevyskytoval, a tak původ propadliny zůstává nevyjasněn. V roce 2022 zůstalo jezírko téměř bez vody. Důvodem bylo suché léto, ale především rozbitá výpusť. Podle pověsti se v jezírku utopila nevěsta v den svatby a za jasných nocí se zjevuje nad hladinou.